# Anton Abt
Anton Abt (* 26. Dezember 1841 in Seelenberg (Schmitten); † 16. Februar 1895 in Limburg an der Lahn) war ein römisch-katholischer Theologe und Erzähler. Seine belletristischen Werke schrieb er unter dem Pseudonym Walter von Münich.

## Familie
Anton Abt war der Sohn von Johannes Josef Abt, Besitzer eines Hammerwerkes, und Elisabeth Wagner. Sein jüngerer Bruder Ludwig Abt war gleichfalls Priester. Seine Schwester Caroline Jakobine Abt war die Mutter des Bohrpioniers Anton Raky.

## Leben
Anton Abt besuchte die Realschule in Bad Schwalbach und ab 1855 das Gymnasium in Hadamar. Er studierte von 1861 bis 1864 Theologie und Philosophie am Bischöflichen Seminar Mainz und am Priesterseminar Limburg. Seine Priesterweihe erfolgte 1864. Er war zunächst Kaplan in Hadamar, Limburg an der Lahn und Montabaur. 1870 gründete er in Oberlahnstein eine private Höhere Bürgerschule, deren Rektor er war. Im Jahr 1873 wurde die Schule in städtische Trägerschaft übernommen.
Während des Kulturkampfes zog er im Oktober 1875 nach Rumänien, wo er Apostolischer Missionär und Generalsekretär des dortigen lateinischen Erzbischofs wurde. Er war dort auch Inspektor der bischöflichen Schulen, hatte bis Ende des Jahres 1882 die Oberleitung der katholischen Mädchenschulen  der Institute der Englischen Fräulein inne und war Beichtvater des Instituts St. Maria.
Nach seiner Rückkehr nach Deutschland war Anton Abt Hilfskaplan in Frankfurt am Main und wurde 1884 Pfarrer in Königstein. Er wirkte ab 1885 als Domkapitular des Bistums Limburg und Stadtpfarrer in Limburg.

## Werke
- Die Katholische Kirche in Rumänien, insbesondere in der Walachei, sowie in Bulgarien. Eine historische und statistische Skizze. Woerl, Würzburg 1879
- Überblick über die Geschichte des katholischen Schulwesens in den Diöcesen Nicopolis und Bukarest. Göbl, Bukarest 1880
- Bericht über die römisch-katholischen Bischöflichen  Knabenschulen für die Schuljahre 1879-1880 nebst  einem Ueberblicke über die Geschichte des katholischen Schulwesens in den Diöcesen Nicoplis  und Bukarest, Bukarest 1880
- Die Geheimnisse des schmerzhaften Rosenkranzes in sieben Fasten-Betrachtungen. Woerl, Würzburg 1878, 2. Auflage 1891
- Trauerrede auf den verstorbenen Stadtpfarrer Ernst Franz August Münzenberger, Domcapitular und Bischöfl. Commissarius, gehalten im Hohen Dome zu Frankfurt a. M. am 26. Dezember 1890 von A. Abt. Foesser, Frankfurt 1891

Belletristische Literatur (unter dem Namen Walter von Münich)
- Die Millionen-Erbschaft. Eine schnurrige Geschichte. Benziger, Einsiedeln 1884
- Durch die Zeitung. Sonderbarkeiten aus eines Menschen Lebenslauf. Benziger, Einsiedeln 1885
- Lustige Geschichten vom Rhein. Erzählt von Walter von Münich. Gesammelt und herausgegeben von Ludwig Abt. Paulinus, Trier 1899

Übersetzung
- Johannes Cassianus: Zwölf Bücher von den Einrichtungen der Klöster. Nach dem Urtexte übersetzt von Antonius Abt. Kösel, Kempten 1877